# Zoltán Balog
Pour les articles homonymes, voir Balog.
Dans le nom hongrois Balog Zoltán, le nom de famille précède le prénom, mais cet article utilise l’ordre habituel en français Zoltán Balog, où le prénom précède le nom.
Zoltán Balog (né le 7 janvier 1958 à Ózd) est un homme politique et pasteur réformé hongrois. Il est ministre des Ressources humaines de 2012 à 2018, À partir du 25 janvier 2021, il est évêque du diocèse de Dunamellék de l'Église réformée hongroise, Le 17 février 2021, il est élu pasteur président du Synode de l'Église réformée hongroise,.

## Biographie

### Origines, études et famille
Ouvrier qualifié tourneur de 1976 à 1977 à la Manufacture de machines de Diósgyőr, il travaille ensuite entre 1979 et 1980 comme gérant (gondnok) au Foyer social catholique de Hosszúhetény. Il entame des études de théologie à l'Académie de théologie réformée de Debrecen. En 1983, il termine à l'Académie de théologie réformée de Budapest ses études en tant que pasteur réformé, puis obtient un diplôme de spécialité en santé mentale à la Faculté d'éducation physique et sportive de l'université Semmelweis.

### Carrière religieuse
De 1983 à 1987, il est le pasteur de Maglód et de cinq autres communes à minorité religieuse réformée. Puis il étudie à l'université de Tübingen pendant deux ans, donne des cours universitaires de théologie entre 1989 et 1991, et est conseiller théologique auprès de la Conférence des Églises européennes. De 1992 à 1998, il est membre de la direction de l'Université libre protestante hongroise européenne (Európai Protestáns Magyar Szabadegyetem). Entre 1993 et 1995 il étudie à l'université de Bonn, et entre 1993 et 1996 est collaborateur scientifique de l'Institut œcuménique de l'université de Bonn. À partir de 1996, il dirige le Forum protestant (Protestáns Fórum), hébergé par la paroisse réformée de langue allemande (Németajkú Református Egyházközség) de Budapest dont il est également le pasteur (son activité pastorale est actuellement interrompue), et il est depuis 2000 curateur de la Fondation de l'hôpital pour enfants Bethesda de la communauté réformée. Il intervient également à des conférences dans le domaine de la théologie, de la politique religieuse et de la politique.

### Carrière politique
De 1990 à 1993, il est expert auprès du groupe parlementaire Fidesz. Entre 1998 et 2002, il travaille comme conseiller au cabinet du Premier ministre, puis de 2002 à 2003 il dirige la division de la politique sociale à la présidence de la République. À partir de 2003, il est directeur de la fondation Fédération pour la Hongrie civique (Szövetség a Polgári Magyarországért Alapítvány), puis en est président du conseil d'administration jusqu'à aujourd'hui. Il est député au Parlement de 2006 à 2010, président de la Commission des droits de l'homme, des minorités et des affaires civiles et religieuses. Depuis 2009, il est président de l'association Coopération civique hongroise (Magyar Polgári Együttműködés Egyesület).
À partir de 2010, il est secrétaire d'État chargé de l'intégration sociale au Ministère de l'administration et de la justice, et depuis le 14 mai 2012 il est chargé du Ministère des ressources humaines.
Membre du Conseil consultatif présidentiel, il est proche de la présidente de la Hongrie Katalin Novák, qui est poussée à démissionner en février 2024, après avoir accordé sa grâce à une personne condamnée pour avoir couvert des actes de pédocriminalité. Direkt36 révèle au même moment que Zoltán Balog a joué un rôle important dans l'affaire en conseillant et faisant pression sur la présidente pour qu'elle prenne cette décision. Il se défend en affirmant qu'il ne s'agit pas d'une décision personnelle, mais que des personnes influentes au sein de l'Église réformée de Hongrie voulaient que le coupable soit gracié en raison de ses liens avec l'Église. Zoltán Balog serait également lié personnellement à l'orphelinat de Bicske où se sont déroulés les cas d'abus sexuels.

### Au service épiscopal
Le 5 novembre 2020, Zoltán Balog a été élu évêque du diocèse de Dunamellék de l'Église réformée hongroise, Lors de son investiture le 25 janvier 2021, il a officiellement repris le bureau épiscopal de son prédécesseur, István Bogárdi Szabó, qui a dirigé le diocèse pendant 18 ans. Il a appelé le renforcement des communautés sa tâche la plus urgente après son assermentation,. Il distingue la différence entre son ancien service ministériel et le service épiscopal comme suit : « Dans l'Église, nous n'aimons pas faire taire ou reconditionner ce que nous avons reconnu comme vérité au nom d'une sorte de politiquement correct. Fidèle à la Réforme et à l'héritage biblique, la plus grande sincérité possible est requise »,.
La consécration épiscopale ultérieure a lieu le 24 mai 2021 à Nagykőrös, dans le comté de Pest,.
Lors de la réunion du Synode de l'Église réformée hongroise, tenue le 17 février 2021, l'organisation élit Balog comme président pastoral,.

### Vie privée
Il est marié, père de cinq enfants et de 8 petits-enfants. Il a divorcé de sa première femme en 1989. Son épouse est Judit Révész, professeure adjointe avec qui ils vivent depuis 1990. De ses cinq enfants, quatre sont des filles : Anna, Veronica, Eleonóra et Réka, l'un est un fils, Ádám.